# Betaendorfina

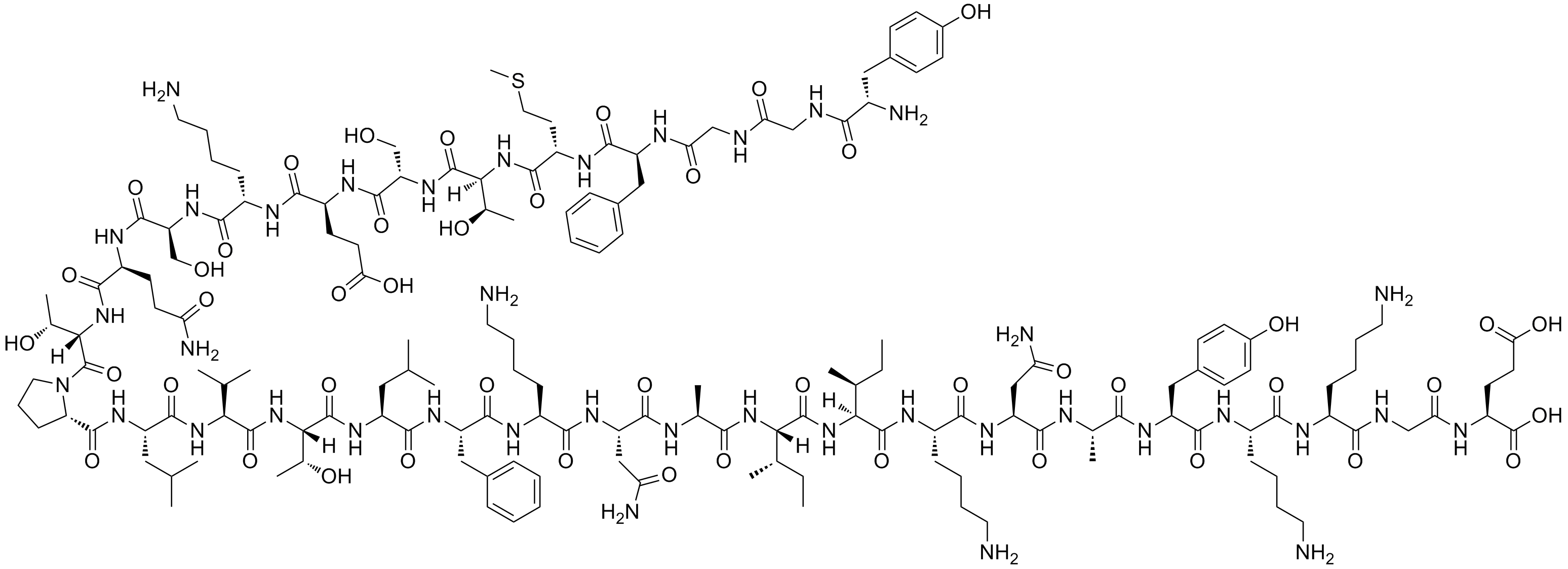
Endorfina beta

La beta endorfina (o Endorfina β) es una hormona y neurotransmisor endógeno opiáceo que se produce en el sistema nervioso central. 
Actúa principalmente como moderador de dolor, reduciendo la trasmisión y eficacia de estímulos sensoriales.

Sus receptores están ubicados a lo largo del sistema nervioso central y periférico y son llamados receptores opiáceos, específicamente receptores µ. Al unirse el neurotransmisor al receptor ocasiona una analgesia supraespinal periférica que resulta en: una disminución de la motilidad intestinal, depresión respiratoria, dilatación de vasos sanguíneos, euforia, sedación e incluso dependencia psicológica.

## Estructura
La secuencia de 31 aminoácidos de la estructura primaria de la molécula de Endorfina beta es: 
```
Tyr-Gly-Gly-Phe-Met-Thr-Ser-Glu-Lys-Ser-Gln-Thr-Pro-Leu-Val-Thr-Leu-Phe-Lys-Asn-Ala-Ile-Ile-Lys-Asn-Ala-Tyr-Lys-Lys-Gly-Glu
```

## Origen
La Betaendorfina se genera por segmentación de la prohormona proopiomelanocortina, una molécula de 241 aminoácidos producida en los núcleos hipotalámicos. 

La proopiomelanocortina (POMC) resulta segmentada en la beta lipotropina (β-LPH) de 91 aminoácidos. Tras varios procesos post-traduccionales se diferencia en tres moléculas: la beta endorfina de 31 aminoácidos, la γ lipotropina y la hormona estimulante de melanocitos (MSH).

## Mecanismo
La Betaendorfina como hormona, activa una cadena de reacciones químicas que involucran la activación de cinasas y fosfolipasas, para la producción de mensajeros secundarios tales como el inositol (IP3). A su vez en el caso de la beta endorfina la unión con el receptor causa la inhibición de la enzima adenilato ciclasa (AC) que a su vez disminuye la cantidad de adenosín monofosfato cíclico (AMPc) permitiendo las activación de dos mecanismos para la inhibición del dolor.

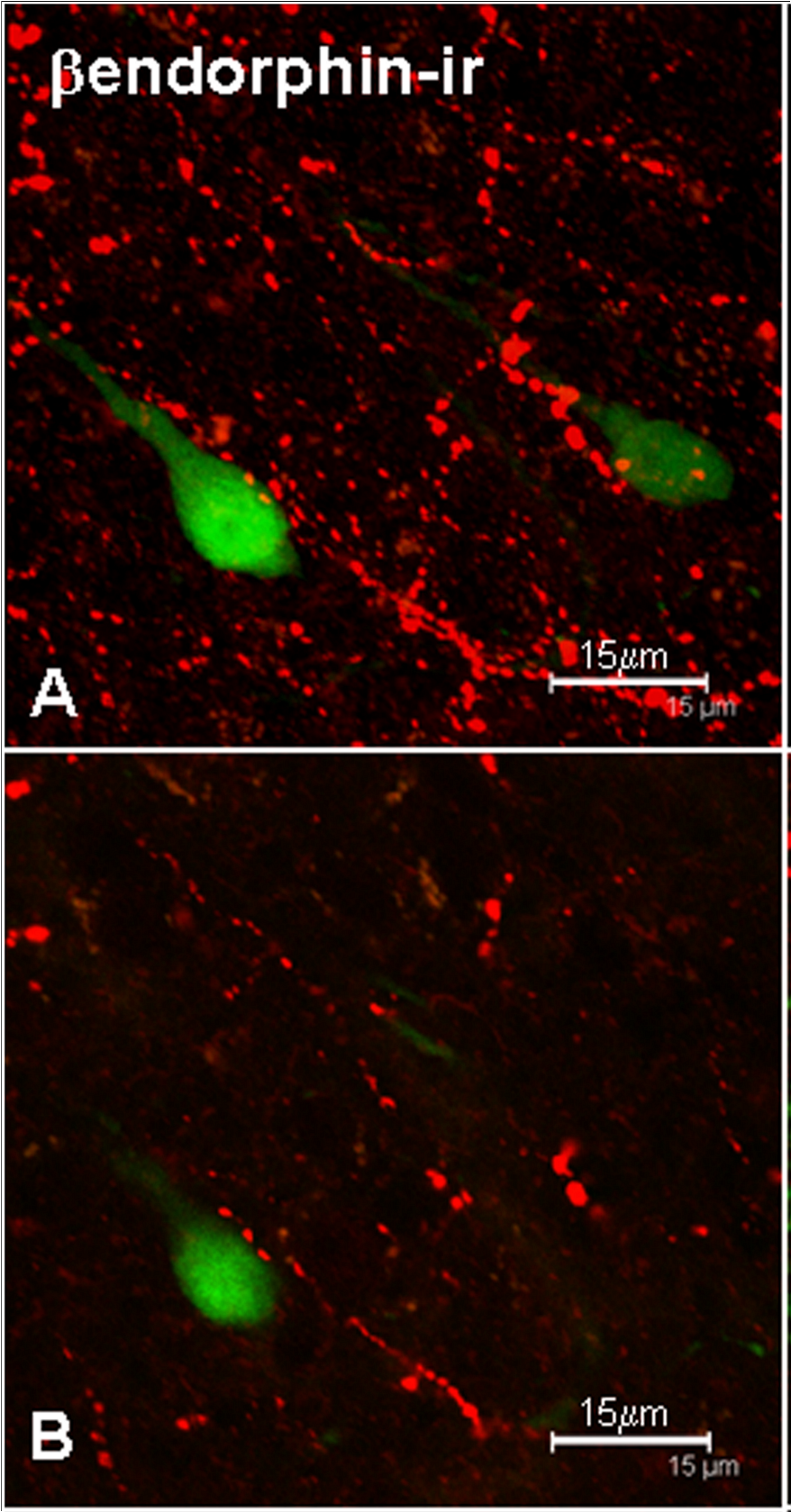
Axones de β endorfina (en rojo) sobre célula GnRH del hipotálamo.

El primero de estos mecanismos es el bloqueo de la transmisión sináptica gracias al cierre de canales de calcio en la membrana presináptica. Lo que permite una reducción en la cantidad de neurotransmisores liberados al espacio intersinaptico. El segundo mecanismo es la estabilización de la membrana plasmática ocasionando una hiperpolarizacion de la misma, esto produce una regulación en el paso de sustancias exitatorias disminuyendo la sensibilidad de la membrana posinaptica.

## Fármacos
Por último, se conocen varios fármacos que ejercen o inhiben la función de la beta endorfina. Entre estos encontramos:
- los agonistas puros como la morfina, metadona, tramadol y dihidroxicodeina
- los agonistas y\o antagonistas como la narfolina, pentazocina y nalbufina
- los antagonistas como la naloxona y nalterexona